# Dougie Gray
Pour les articles homonymes, voir Gray.

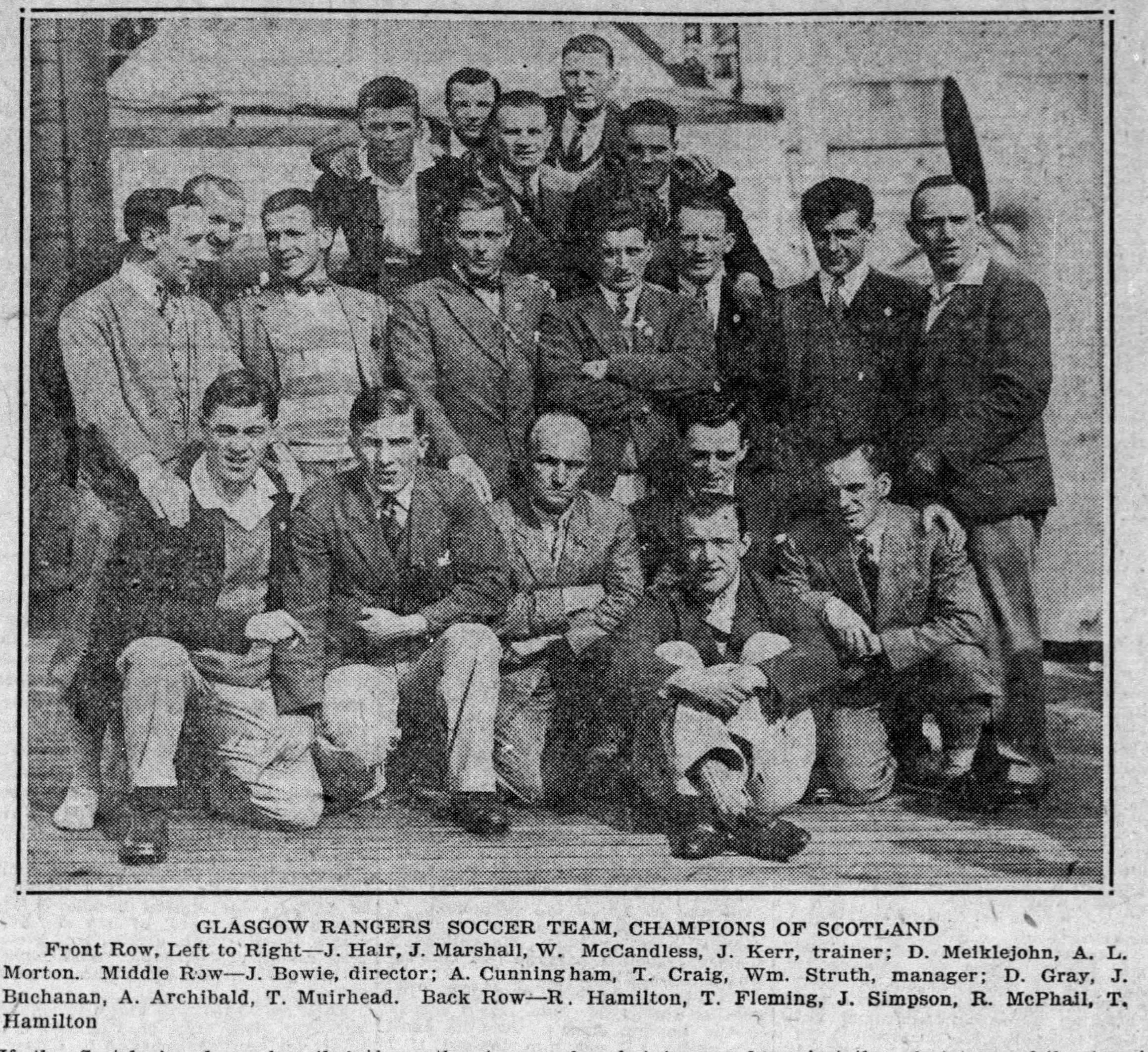
Equipe de football des Glasgow Rangers, Champions d'Écosse en 1928

Douglas Herbert Gray, couramment appelé Dougie Gray, est un footballeur international écossais, né le 4 janvier 1905 à Alford, Aberdeenshire, et décédé le 19 mai 1972 à Glasgow. Évoluant au poste de défenseur, il passe la totalité de sa carrière aux Rangers, soit 22 années, ce qui en fait le footballeur avec la plus grande longévité dans ce club. Il fait partie du Rangers FC Hall of Fame.
Il compte 10 sélections en équipe d'Écosse.

## Biographie

### Carrière en club
Natif d'Alford, Aberdeenshire, il joue d'abord dans le club local junior d'Aberdeen Mugiemoss (en) avant de signer pour les Rangers en juin 1925.
Il y reste 22 ans jusqu'en 1947, cumulant plusieurs records avec ce club : il joue un total de 948 matches (en incluant les matches amicaux) et de 668 matches de championnat. Toutefois comme le championnat s'est officiellement interrompu pendant sept saisons, à cause de la Seconde Guerre mondiale, les matches joués pendant cette période (Emergency League (en) puis Southern League) ne comptent pas comme matches de championnat. Ainsi, le nombre de matches retenu pour Dougie Gray est de 486, soit 12 de moins que John Greig, le recordman officiel avec 498 apparitions.
Il remporte 10 titres de champion et 6 Coupes d'Écosse, plus 7 titres de champion et 1 Coupe au cours des compétitions organisées pendant la Seconde Guerre mondiale.
Il a été introduit au Hall of Fame des Rangers.

### Carrière internationale
Dougie Gray reçoit 10 sélections en faveur de l'équipe d'Écosse. Il joue son premier match le 27 octobre 1928, pour une victoire 4-2, à l'Ibrox Park de Glasgow, contre le Pays de Galles en British Home Championship. Il reçoit sa dernière sélection le 26 octobre 1932, pour une défaite 2-5, au Tynecastle Stadium d'Édimbourg, contre le Pays de Galles en British Home Championship. Il n'inscrit aucun but lors de ses 10 sélections.
Il participe avec l'Écosse aux British Home Championships de 1929, 1930 et 1933.

## Palmarès

### Comme joueur
- Rangers : 
  - Champion d'Écosse en 1926-27, 1927-28, 1928-29, 1929-30, 1930-31, 1932-33, 1933-34, 1934-35, 1936-37 et 1938-39
  - Vainqueur de la Coupe d'Écosse en 1928, 1930, 1932, 1934, 1935 et 1936
  - Vainqueur de la Glasgow Cup en 1932, 1933, 1934, 1936, 1937 et 1938
  - Vainqueur de la Glasgow Merchants Charity Cup en 1928, 1929, 1931, 1932, 1933 et 1934

#### Pendant laSeconde Guerre mondiale
- Rangers :
  - Vainqueur de l'Emergency League (en) en 1939-40
  - Vainqueur de la Southern League en 1940-41, 1941-42, 1942-43, 1943-44, 1944-45 et 1945-46
  - Vainqueur de la Scottish War Emergency Cup en 1940
  - Vainqueur de la Southern League Cup en 1941, 1942, 1943 et 1945
  - Vainqueur de la Glasgow Cup en 1940, 1942, 1943, 1944 et 1945
  - Vainqueur de la Glasgow Merchants Charity Cup en 1940, 1941, 1942 et 1944